# Yuriy Malyshev
Yuriy Aleksandrovich Malyshev (en russe : Юрий Александрович Малышев), né le 1er février 1947 à Khimki, est un rameur soviétique, de nationalité russe.
Après avoir terminé 4e lors des Championnats du monde d'aviron 1970, il remporte la médaille d'or du skiff lors des Jeux olympiques de 1972 à Munich.